# シルーブルAOC
シルーブル （Chiroubles）は、ボジョレーワインの1つ。

## 概要
シルーブルは、10あるクリュ・ボジョレーのなかでは、ちょうど真ん中あたりに位置する。1936年にAOCに認定されているが、ぶどう畑は373haで、生産量も少ない。標高300～450メートルの所に畑があり、フレッシュで軽く、やさしいワインが多い。ガメ種で作られる赤ワインは、そのさわやかな香味を楽しむためにも、収穫の翌年か翌々年に飲むのが最適と言われている。